# Maxwell Konadu
Maxwell Konadu (Kumasi, 4 de dezembro de 1972) é um treinador e ex-futebolista profissional ganês, atuava como atacante, medalhista olímpico de bronze.
Maxwell Konadu conquistou a a medalha de bronze em Barcelona 1992. Comandou a Seleção Ganesa de Futebol, interinamente em 2014.